# José Acquelin
Pour les articles homonymes, voir Acquelin.
José Acquelin est un poète québécois né à Montréal le 4 avril 1956.

## Biographie
Né le 4 avril 1956, José Acquelin fait ses études à Montréal à l'université de Montréal et à Toulouse à l'université Toulouse-Le Mirail en lettres modernes.
Ses plus fortes influences sont les poètes Lao-Tseu (Chine), Omar Khayyâm (Perse), Djalâl ad-Dîn Rûmî (Perse), Fernando Pessoa (Portugal), Georges Schehadé (Liban), Roberto Juarroz (Argentine), Malcolm de Chazal (Île Maurice) et Patrice Desbiens (Ontario).
Il a lu ses poèmes sur toutes les scènes et a participé à plusieurs spectacles littéraires et manifestations de toutes sortes, tout en animant plusieurs soirées de poésie dont les 5 à souhaits, formule qu'il a conçue et dont il a assuré la direction littéraire durant plus de quinze ans au Festival International de la littérature à Montréal. Accompagné du musicien Pierre St-Jak, il a accueilli dans le cadre de ces cinq à sept poétiques plus de trois cents poètes.
Selon la critique Francine Bordeleau : « José Acquelin, résolument et absolument poète, se rit des carcans. Est irréductible aux étiquettes. Et semble imperméable aux modes ou aux courants. Ses recueils protéiformes, où cohabitent poèmes en prose, quasi-haïkus et aphorismes, révèlent un poète de la conscience d'être et de la "confiance aux sens". Qui ne cesse d'approfondir son sillon ».

### Carrière
Il a été membre du comité de rédaction de la revue Estuaire et a publié dans plusieurs revues au Québec comme ailleurs. Il a fait partie du Band de poètes avec Bernard Falaise, Normand Guilbeault, D. Kimm, Guy Marchamps et Geneviève Letarte.
Depuis 1972, il tient des carnets de collages et de poésie dans lesquels il glane les textes qui formeront ses livres. Ses œuvres ont été traduites en plusieurs langues.

## Œuvres

### Poésie
- Tout va rien, Montréal, L'Hexagone, 1987, 88 p. (ISBN 2-8900-6274-0)
- Le Piéton immobile, Montréal, L'Hexagone, 1990, 93 p. (ISBN 2-8900-6362-3)
- Chien d'azur, Montréal, L'Hexagone, 1992, 85 p. (ISBN 2-8900-6447-6)
- L'Oiseau respirable, Montréal, Les Herbes Rouges, 1995, 90 p. (ISBN 2-8941-9086-7)
- Autour du temps - Anthologie des poètes québécois contemporains, Saint-Hippolyte, Édition du Noroît, coll. « Ovale », 1997, 99 p. (ISBN 2-8901-8390-4)
- L'Orange vide, Pelures d'un journal, Montréal, Les Intouchables, 1998, 175 p. (ISBN 2-9217-7562-X)
- Comme les dix doigts de las manos, Holguin (Cuba), Éditions Isel Romero, 1999
- Là où finit la terre, Montréal, Les Herbes rouges, 1999, 107 p. (ISBN 2-8941-9153-7)
- L'Inconscient du soleil, Montréal, Les Herbes rouges, 2003, 86 p. (ISBN 2-8941-9211-8)
- L'Épluche-œil, nouvelles paupières d'un journal, Montréal, 42e Parallèle, coll. « Distance », 2004, 146 p. (ISBN 2-9231-2504-5)
- Mexiquatrains, Québec, Le lézard amoureux, 2005 (ISBN 978-2-9233-9800-6)
- L'absolu est un dé rond, Montréal, Les Herbes rouges, 2006, 106 p. (ISBN 2-8941-9259-2)
- Il n'est sens que d'apprendre à mourir, Montréal, Le Temps volé, coll. « À l'escole de l'escriptoire », 2007, 20 p. (ISBN 978-2-9218-5628-7)
- Paradoxes de la fragilité - en marge du poème, Montréal, Québec Amérique, coll. « Mains libres », 2008 (ISBN 978-2-7644-0642-7)
- Fantounel, slam de mon enfance en pays occitan, Montréal, Le Temps volé, 2008 (ISBN 978-2-9218-5631-7)
- Dans l'œil de la luciole (ill. Guillaume Massicotte), Trois-Rivières, Éditions d'art Le sabord, 2009 (ISBN 978-2-9226-8568-8)
- L'infini est moins triste que l'éternité, Montréal, Les Herbes rouges, 2009, 111 p. (ISBN 978-2-8941-9289-4)
- Jonquilles des Palanges, Montréal, Le Temps volé, 2010
- Le zéro est l'origine de l'au-delà, Montréal, Les Herbes rouges, 2011, 111 p. (ISBN 978-2-8941-9314-3)
- Le temps a parfois de ces tendresses, Montréal, Le Temps volé, coll. « À l'escole de l'escriptoire », 2011 p. (ISBN 978-2-9218-5646-1)
- L'orphelinat du monde, Montréal, Le Temps volé, coll. « À l'escole de l'escriptoire », 2012 (ISBN 2-9218-5649-2)
- Comme si tu avais encore le temps de rêver, Chicoutimi, La Peuplade, 2012, 103 p. (ISBN 978-2-9235-3043-7)
- Calceus ad pedem aptus ad capitem transire aptus, Montréal, Le Temps volé, 2013
- L'anarchie de la lumière, Montréal, Éditions du Passage, 2014, 74 p. (ISBN 978-2-9228-9297-0)
- Terrien, Montréal, Le Temps volé, 2017
- Libertés de la solitude, carnet d'écritures, Montréal, Nota Bene, coll. « Penser avec les mains », 2019, 281 p. (ISBN 978-2-8951-8692-2)
- Zeugma, Montréal, Éditions Portrait & Paysage, coll. « Les loisirs de la poste », 2020

### Ouvrages collectifs
- Tarokado (avec Robert Cadot), Boucherville, Éditions de Mortagne, 1991, 180 p. (ISBN 2-8907-4413-2)
- L'éternité est un entretemps (collectif), Trois-Rivières, Éditions Presse papier, 1995 (ISBN 2-9216-3507-0)
- Cité ouverte, itinérance et marginalité (collectif), Montréal, Productions Cité ouverte, 1995, 64 p.
- L'animal rêve (collectif), Montréal, L'Oie de Cravan, 1995, 67 p.
- José Acquelin, Joël Des Rosiers et Suzanne Jacob, Jaune Rouge Bleu, Montréal, Éditions Roselin, 2000
- Premiers mots de l'an 2000 (collectif), Shawinigan, Éditions des Glanures, 2000
- José Acquelin et Martine Audet, Personne ne sait que je t'aime, Montréal, Planète rebelle, coll. « Hôtel central », 2006 (ISBN 2-9225-2856-1)
- José Acquelin, Bertrand Laverdure et Yannick Renaud, La Plaquette cubaine, Québec, Le lézard amoureux, 2008 (ISBN 978-2-9233-9812-9)
- José Acquelin et Joséphine Bacon (préf. Louis Hamelin, ill. Ernest Dominique), Nous sommes tous des sauvages, Montréal, Mémoire d'encrier, 2011, 70 p.
- Nous sommes tous des sauvages avec Joséphine Bacon, postface de Louis Hamelin et dessins de Ernest Dominique, Montréal, Mémoire d'encrier, 2011, 70 p.  (ISBN 978-2-9237-1350-2)

## Prix et honneurs
- 1996 : finaliste pour le Prix du Gouverneur général : poésie de langue française pour L’Oiseau respirable[7]
- 2000 : lauréat du Grand prix des Métiers d'art du Québec, Jaune Rouge Bleu[2]
- 2014 : lauréat du Prix du Gouverneur général : poésie de langue française pour Anarchie de la lumière[7],[5]